# Guillermo Robson
Guillermo Robson, né le 15 juin 1904 à Buenos Aires et mort dans la même ville le 6 novembre 1972, est un joueur de tennis argentin.

## Carrière
Au cours de ses trois tournées en Europe, il est parvenu à deux reprises en huitièmes de finale aux Internationaux de France, étant battu par René Lacoste en 1926 et 1928.
Il a fait partie de l'équipe d'Argentine de Coupe Davis, disputant toutes les rencontres entre 1923 et 1933. Avec un bilan de 8 victoires pour autant de défaites, il compte notamment un succès sur Francisco Sindreu à Barcelone.
Sur la scène nationale, citons trois victoires à River Plate et quatre aux Internationaux d'Argentine.